# Diga di Gökçekaya
La diga di Gökçekaya è una diga della Turchia. Si trova nella provincia di Eskişehir. ha partecipato una serie di ditte italiane tra cui la società Torno. questa diga e molte altre sull'Eufrate o sul Tigri sono state causa di attriti internazionali tra la Turchia e le nazioni vicino ad essa.

## Dati sullo sbarramento
- Tipologia: diga ad arco-gravità in calcestruzzo
- Altezza massima sulle fondazioni: 159 m
- Altezza dall'alveo: 116 m
- Sviluppo coronamento: 479,66 m
- Larghezza al coronamento: 6 m
- Quota coronamento: 393 m s.l.m.
- Spessore alla base: 22.45 m
- Volume della diga: 715.000 m³
- Volume delle spalle a gravità: 30.000 m³

## Fonti
testimonianza di ingegneri
- (EN) Sito dell'agenzia turca delle opere idrauliche, su www2.dsi.gov.tr. URL consultato l'8 agosto 2011 (archiviato dall'url originale il 20 agosto 2008).